# بخش پوچژسکی
بخش پوچژسکی (به لاتین: Puchezhsky District) یک منطقهٔ مسکونی در روسیه است که در استان ایوانوف واقع شده‌است.